# منطقه طبیعی ایالتی افرای گمشده

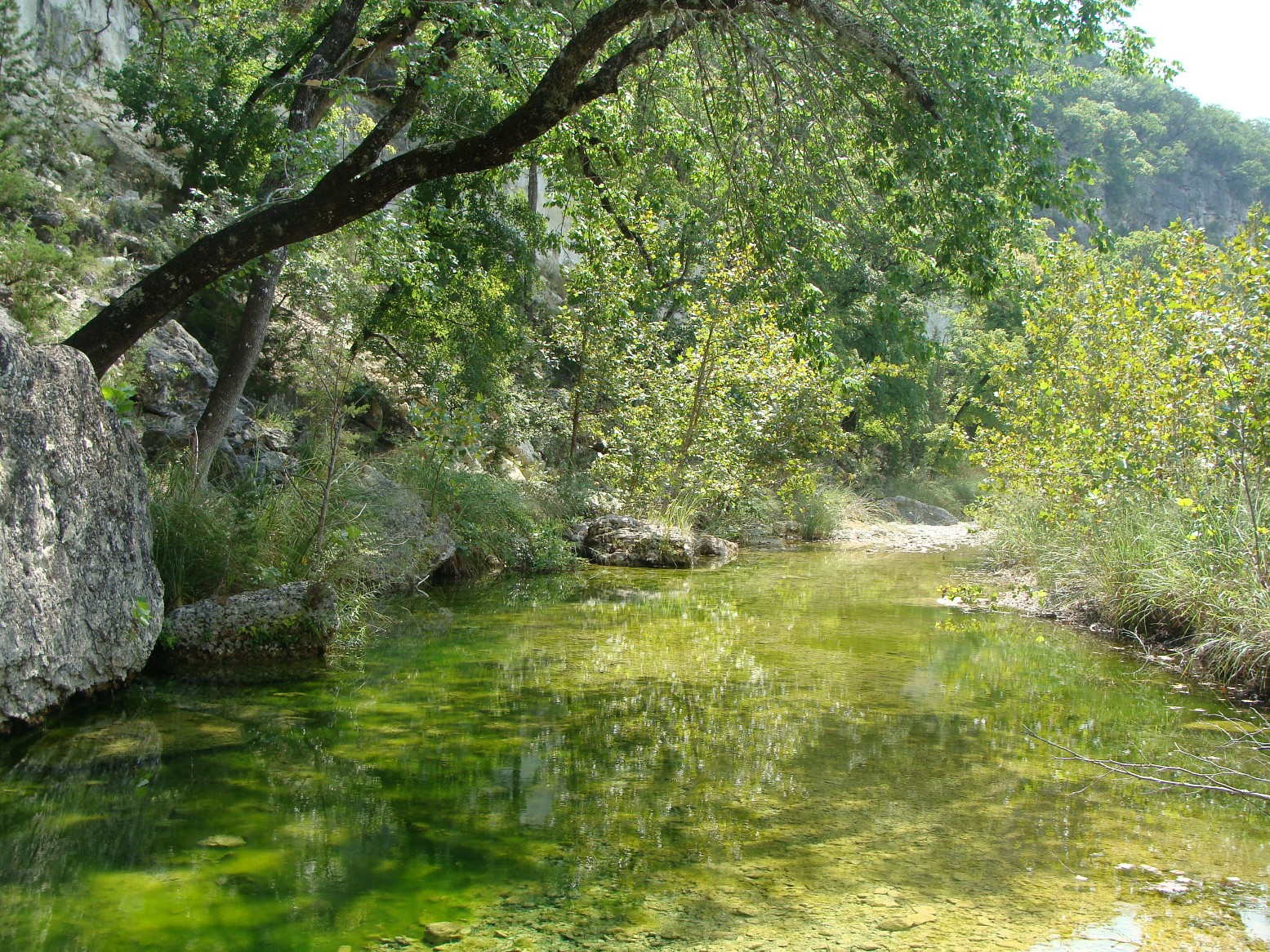

منطقه طبیعی ایالتی افرای گمشده (به انگلیسی: Lost Maples State Natural Area) پارکی طبیعی واقع در هیل کانتری در تگزاس است.
این پارک که ۸۸۰ هکتار وسعت دارد، در سال ۱۹۷۹ تأسیس گشت.